# Кудикіна Надія Василівна
Наді́я Васи́лівна Куди́кіна (нар. 26 березня 1943 року, с. Козгулак Ставропольський край РРФСР) — вчена-педагог, доктор педагогічних наук (2004), професор (2005), головний науковий спеціаліст лабораторії української словесності в школах національних меншин України та діаспори Інституту педагогіки НАПН України.

## Біографічні дані
Народилася 26 березня 1943 року в с. Козгулак Ставропольського краю РРФСР.
У 1964 році закінчила Ленінградський педагогічний інститут. Працювала вчителем. З 1979 по 1989 рік працювала в НДІ педагогіки УРСР. 
З 1989 року з перервою працювала в Київському університеті ім. Б. Грінченка: з 2008 — завідувач кафедри методики і технології дошкільної освіти. 
З 2006 по 2008 — вчений секретар, головний науковий співробітник Інституту професійно-технічної освіти АПНУ.

## Наукова робота
Авторка близько 200 праць наукового і науково-методичного характеру. Член спеціалізованої вченої ради в Інституті проблем виховання НАПНУ. Учасниця вченої ради Київського університету імені Бориса Грінченка та вченої ради Педагогічного інституту. Член редакційної колегії збірника наукових праць Інституту професійно-технічної освіти НАПНУ, журналу «Безпека здоров'я». Входить до складу науково-методичної комісії з початкової освіти НМР МОН України.
Кандидатська дисертація за спеціальністю — теорія та історія педагогіки на тему «Формирование словаря детей в сюжетно-ролевой игре (старший дошкольний возраст)» виконана під науковим керівництвом доктора педагогічних наук, професора Артемової Любові Вікторівни.
Докторська дисертація за спеціальністю — загальна педагогіка та історія на тему «Теоретичні засади педагогічного керівництва ігровою діяльністю молодших школярів у позаурочному навчально-виховному процесі» виконана під керівництвом члена НАПНУ, доктора педагогічних наук, професора Савченко Олександри Яківни.
Наукові дослідження: ігрова діяльність дітей дошкільного і молодшого шкільного віку; організація наукової діяльності студентів ЗВО; зміст та методика дошкільної і профтехосвіти.

### Основні праці
За ЕСУ:
- Ознайомлення дітей з працею дорослих. — 1988 (співавтор);
- Навчаємо розмовляти українською: посіб. — 1997 (співавтор);
- Ігрова діяльність молодших школярів у позаурочному навчально-виховному процесі. — 2003;
- Методологія наукових досліджень: стисло й доступно для початківців: посібник. — 2004;
- Стандарт як відображення взаємозв'язку професійно-технічної освіти з соціально-економічною реальністю // Педагогічний процес. Теорія і практика: Зб. наук. пр. — 2008. — Вип. 2 (усі — Київ)[3].

## Нагороди та відзнаки
- Почесна грамота Міністерства освіти УРСР;

- Знак «Відмінник народної освіти УРСР»;

- Грамота Головного управління освіти м. Києва;

- Медаль «У пам'ять 1500-річчя Києва»;

- Медаль «Ветеран праці»;

- Подяка від Київського міського голови;

- Нагрудний знак «Василь Сухомлинський»[4].